# Joguina borneensis
Joguina borneensis is een insect uit de familie van de gaasvliegen (Chrysopidae), die tot de orde netvleugeligen (Neuroptera) behoort. 
Joguina borneensis is voor het eerst wetenschappelijk beschreven door Kimmins in 1952.